# 池口和彦
池口 和彦（いけぐち かずひこ）は日本のアニメプロデューサー。アンバーフィルムワークス代表取締役。

## 経歴
1987年、J.C.STAFFに入社。『陽あたり良好』、『妖刀伝』、『妖魔』、『やじきた学園道中記』などを担当する。1990年、アニメイトフィルムに入社。『聖伝』のプロデューサーを務める。1995年、バンダイビジュアルに入社。『X』（劇場版）、『シャーマニックプリンセス』、『CLAMP学園探偵団』のプロデューサーなどを務める。
1999年、アンバーフィルムワークスを設立。『劇場版カードキャプターさくら 封印されたカード』、『かいけつゾロリ』などのアニメ製作に携わっている。

## 主な作品
- 奥さまは魔法少女（原作、シリーズ構成）[2]
- かいけつゾロリ（プロデューサー、シリーズ構成）
- GAD GUARD（プロデューサー、シリーズ構成）[3]
- ナジカ電撃作戦（製作・プロデューサー）
- 機動天使エンジェリックレイヤー（企画協力）
- 劇場版カードキャプターさくら 封印されたカード（プロデューサー）
- CLOVER（プロデューサー）
- 劇場版カードキャプターさくら（プロデューサー）
- カードキャプターさくら
- 魔法使いTai!（TV)（プロデューサー）
- カウボーイビバップ（プロデューサー）
- ガサラキ（企画プロデューサー）
- ブレンパワード（プロデューサー）
- 浦安鉄筋家族（協力）
- すごいよマサルさん（プロデューサー）
- 天使になるもんっ!（プロデューサー）
- 機動戦士ガンダム 第08MS小隊（プロデューサー）
- 魔法のステージファンシーララ（プロデューサー）
- CLAMP学園探偵団（プロデューサー）
- スプリガン（プロデューサー）
- 音響生命体ノイズマン（プロデューサー）
- 機動戦士ガンダム 第08MS小隊（プロデューサー）
- シャーマニックプリンセス（プロデューサー）
- X（プロデューサー）
- CLAMP IN WONDERLAND（プロデューサー）
- AIKa（企画・プロデューサー）
- 鉄腕バーディー（プロデューサー）
- 女神天国（プロデューサー）
- 獣兵衛忍風帖（プロデューサー）
- 東京BABYLON2（プロデューサー）
- 東京BABYLON（プロデューサー）
- 万能文化猫娘（プロデューサー）
- プラスチックリトル（プロデューサー）
- MADARA（プロデューサー）
- 聖伝-RG VEDA-（プロデューサー）
- やじきた学園道中記　幻の皇（すめらぎ）一族編（制作プロデューサー）
- ファンタジスタドール（アニメーションプロデューサー）